# 諾曼·普理查德
諾曼·吉爾伯特·普里查德（英語：Norman Gilbert Pritchard，1875年6月23日—1929年10月30日），也以他的藝名諾曼·特雷弗（Norman Trevor）而聞名，是一位英印裔運動員和演員。他代表英屬印度參加1900年夏季奧運會，並在男子200米欄和200米項目上獲得銀牌，成為第一位在亞洲出生獲得奧運獎牌的運動員。。

## 生平
諾曼·普里查德出生於加爾各答，父親是喬治·彼得森·普里查德（George Petersen Pritchard），母親是海倫·梅納德·普里查德（Helen Maynard Pritchard）。
諾曼·普里查德是首位參加奧運會的印度運動員，也是首位贏得奧運獎牌並代表亞洲國家參賽的運動員。他在1900年巴黎夏季奧運會上獲得兩枚銀牌，分別在200米比賽中屈居於美國的沃尔特·图克斯伯里之後，以及在200米欄跑比賽中屈居於阿爾文·克倫茨萊因之後。他進入110米欄決賽，但沒有完賽。
2005年，國際田徑總會公布了2004年夏季奧運會的官方田徑統計數據。在歷史記錄部分，普里查德被列為1900年代表英國參賽的選手。奧運史學家的研究表明，普里查德確實在1900年6月參加英國業餘田徑協會（AAA）的錦標賽後獲選代表英國參賽。然而國際奧委會仍然認為普里查德是代表印度參賽，並將他的兩枚獎牌歸功於印度。
普里查德連續七年（從1894年至1900年）贏得孟加拉省100碼衝刺冠軍，並在1898-1899年創下一項賽會紀錄。他還贏得了440碼（1/4英里）賽跑和120碼跨欄比賽的冠軍。
他就讀於加爾各答聖芳濟書院，1897年7月在印度一個公開足球錦標賽中代表聖芳濟書院對陣索瓦巴薩爾時實現帽子戲法而獲得讚譽。
他在1900年至1902年期間擔任印度足球協會的秘書。他於1905年永久遷居英國。之後，他移居美國追求演藝事業，在無聲好萊塢電影中以藝名諾曼·特雷弗（Norman Trevor）成為第一位演出的奧運選手。
他於1929年10月30日去世，享年54歲。

## 外部連結
- 诺曼·普里查德在Olympics.com（英语）
- 诺曼·普里查德在Olympedia（英语）

- 互聯網百老匯資料庫（IBDB）上諾曼·普理查德的資料（英文）
- 諾曼·普理查德在互联网电影资料库（IMDb）上的資料（英文）
- 與佛羅倫斯·里德和厄爾·福克斯一起出演《黑豹幼崽》(1921)
- Norman Trevor, 1927 portrait （页面存档备份，存于） (archived)